# Campeonato Mundial de Atletismo em Pista Coberta de 2008 - Salto em altura masculino
A competição do salto em altura masculino do Campeonato Mundial de Atletismo em Pista Coberta de 2008, foi disputado no Palácio-Velódromo Luis Puig, em Valência.

## Medalhistas
| Ouro              | Prata                  | Bronze                                      |
| Stefan Holm (SWE) | Yaroslav Rybakov (RUS) | Kyriakos Ioannou (CYP) · Andra Manson (USA) |

## Resultados

### Eliminatória
Qualificação: 2,30 m (Q) ou os 8 melhores qualificados (q). 
| Colocação | Atleta            | Nacionalidade  | Altura  | Notas | Provas | Provas | Provas | Provas |
| Colocação | Atleta            | Nacionalidade  | Altura  | Notas | 2.15   | 2.20   | 2.24   | 2.27   |
| --------- | ----------------- | -------------- | ------- | ----- | ------ | ------ | ------ | ------ |
| 1         | Stefan Holm       | Suécia         | 2.27    | q     | -      | O      | O      | O      |
| 1         | Andra Manson      | Estados Unidos | 2.27    | q     | O      | O      | O      | O      |
| 3         | Victor Moya       | Cuba           | 2.27    | q     | O      | XO     | O      | O      |
| 4         | Kyriakos Ioannou  | Chipre         | 2.27    | q     | O      | XXO    | XO     | O      |
| 5         | Yaroslav Rybakov  | Rússia         | 2.27    | q     | -      | O      | O      | XO     |
| 5         | Jesse Williams    | Estados Unidos | 2.27    | q     | -      | O      | O      | XO     |
| 7         | Jaroslav Bába     | Chéquia        | 2.27    | q     | O      | O      | XXO    | XO     |
| 8         | Dragutin Topic    | Sérvia         | 2.27    | q     | O      | O      | O      | XXO    |
| 9         | Michael Mason     | Canadá         | 2.27    | q     | O      | XO     | XXO    | XXO    |
| 10        | Dmytro Dem'yanyuk | Ucrânia        | 2.24    |       | O      | O      | O      | XXX    |
| 11        | Andrey Tereshin   | Rússia         | 2.24    |       | O      | XO     | XXO    | XXX    |
| 12        | Samson Oni        | Reino Unido    | 2.24    |       | XO     | XXO    | XXO    | XXX    |
| 13        | Sergey Zasimovich | Cazaquistão    | 2.20    |       | O      | O      | XXX    |        |
| 13        | Javier Bermejo    | Espanha        | 2.20    |       | O      | O      | XXX    |        |
| 15        | Gerardo Martínez  | México         | 2.15    |       | O      | XXX    |        |        |
| 15        | Filippo Campioli  | Itália         | 2.15    |       | O      | XXX    |        |        |
| 17        | Naoyuki Daigo     | Japão          | 2.15 SB |       | XO     | XXX    |        |        |

### Final
| Colocação         | Atleta           | Nacionalidade  | Altura | Provas | Provas | Provas | Provas | Provas | Provas | Provas | Provas | Provas |
| Colocação         | Atleta           | Nacionalidade  | Altura | 2.19   | 2.23   | 2.27   | 2.30   | 2.32   | 2.34   | 2.36   | 2.38   | 2.41   |
| ----------------- | ---------------- | -------------- | ------ | ------ | ------ | ------ | ------ | ------ | ------ | ------ | ------ | ------ |
| Medalha de ouro   | Stefan Holm      | Suécia         | 2.36   | O      | O      | O      | XXO    | O      | X-     | O      | X-     | XX     |
| Medalha de prata  | Yaroslav Rybakov | Rússia         | 2.34   | -      | O      | O      | O      | O      | XO     | X-     | XX     |        |
| Medalha de bronze | Kyriakos Ioannou | Chipre         | 2.30   | O      | XO     | O      | XXO    | XXX    |        |        |        |        |
| Medalha de bronze | Andra Manson     | Estados Unidos | 2.30   | O      | O      | XO     | XXO    | XXX    |        |        |        |        |
| 5                 | Victor Moya      | Cuba           | 2.27   | O      | O      | O      | XXX    |        |        |        |        |        |
| 6                 | Jesse Williams   | Estados Unidos | 2.27   | XO     | O      | O      | XXX    |        |        |        |        |        |
| 6                 | Dragutin Topic   | Sérvia         | 2.27   | XO     | -      | O      | -      | XXX    |        |        |        |        |
| 8                 | Michael Mason    | Canadá         | 2.27   | XO     | XXO    | O      | XXX    |        |        |        |        |        |
| 9                 | Jaroslav Bába    | Chéquia        | 2.23   | O      | O      | XXX    |        |        |        |        |        |        |

Legenda
| Recorde mundial       | Recorde mundial (World record)               |                       | Recorde africano                      | Recorde africano (African) |                                           | Q | Classificado por posição (Qualified) |
| Recorde do campeonato | Recorde do campeonato (Championship record)  | Recorde da América    | Recorde da América (Americas)         | q                          | Classificado por melhor tempo (Qualified) |   |                                      |
| Melhor marca do ano   | Melhor marca do ano (World leading)          | Recorde asiático      | Recorde asiático (Asian)              | DNS                        | Não largou (Did not start)                |   |                                      |
| Recorde nacional      | Recorde nacional (National record)           | Recorde europeu       | Recorde europeu (European)            | DNF                        | Não terminou (Did not finish)             |   |                                      |
| Recorde pessoal       | Recorde pessoal do atleta (Personal best)    | Recorde da Oceania    | Recorde da Oceania (Oceania)          | DSQ / DQ                   | Desclassificado (Disqualified)            |   |                                      |
| Recorde da temporada  | Recorde da temporada do atleta (Season best) | Recorde sul-americano | Recorde sul-americano (South America) | NM                         | Sem marca (No mark)                       |   |                                      |